# Liste der Nummer-eins-Hits in Neuseeland (1968)
Diese Liste enthält alle Nummer-eins-Hits in Neuseeland im Jahr 1968. Es gab in diesem Jahr 24 Nummer-eins-Singles.
| Singles |
| --- |
| - The Royal Guardsmen – Snoopy’s Christmas - 2 Wochen (22. Dezember 1967 – 4. Januar 1968) - Für die Zeit vom 5. bis zum 18. Januar wurde keine Hitparade veröffentlicht. - The Beatles – Hello, Goodbye - 3 Wochen (19. Januar – 8. Februar) - The Monkees – Daydream Believer - 4 Wochen (9. Februar – 7. März) - The Scaffold – Thank U Very Much - 1 Woche (8. März – 14. März) - American Breed – Bend Me, Shape Me - 2 Wochen (15. März – 28. März) - Mr. Lee Grant – Why or Where or When - 2 Wochen (29. März – 11. April) - Manfred Mann – Quinn the Eskimo (The Mighty Quinn) - 1 Woche (12. April – 18. April) - The Beatles – Lady Madonna - 2 Wochen (19. April – 2. Mai) - Dave Dee, Dozy, Beaky, Mick & Tich – Legend of Xanadu - 4 Wochen (3. Mai – 30. Mai) - Gary Puckett & the Union Gap – Young Girl - 3 Wochen (31. Mai – 20. Juni) - Bobby Goldsboro – Honey - 1 Woche (21. Juni – 27. Juni) - The Small Faces – Lazy Sunday - 3 Wochen (28. Juni – 18. Juli) - Simple Image – Spinning, Spinning, Spinning - 2 Wochen (19. Juli – 2. August) - The Rolling Stones – Jumpin’ Jack Flash - 2 Wochen (3. August – 16. August) - Ohio Express – Yummy, Yummy, Yummy - 1 Woche (17. August – 23. August) - Merrilee Rush – Angel of the Morning - 2 Wochen (24. August – 6. September) - The Cowsills – Indian Lake - 3 Wochen (7. September – 27. September) - Allison Durbin – I Have Loved Me a Man - 2 Wochen (28. September – 11. Oktober) - The Beatles – Hey Jude - 5 Wochen (12. Oktober – 15. November) - The Beatles – Revolution - 1 Woche (16. November – 22. November) - The Casuals – Jesamine - 2 Wochen (23. November – 5. Dezember) - Leapy Lee – Little Arrows - 2 Wochen (6. Dezember – 19. Dezember) - The Turtles – Elenore - 1 Woche (20. Dezember – 26. Dezember) - The Tremeloes – My Little Lady - 1 Woche (27. Dezember 1968 – 2. Januar 1969) |